# Platysmacheilus
A Platysmacheilus  a csontos halak (Osteichthyes) főosztályának sugarasúszójú halak (Actinopterygii)  osztályába, a pontyalakúak (Cypriniformes) rendjébe, a pontyfélék (Cyprinidae) családjába, és a Gobioninae alcsaládjába tartozó nem.

## Rendszerezés
A nemhez az alábbi 4 faj tartozik:
- Platysmacheilus exiguus
- Platysmacheilus longibarbatus
- Platysmacheilus nudiventris
- Platysmacheilus zhenjiangensis